# 愛知県道376号三ヶ根停車場拾石線

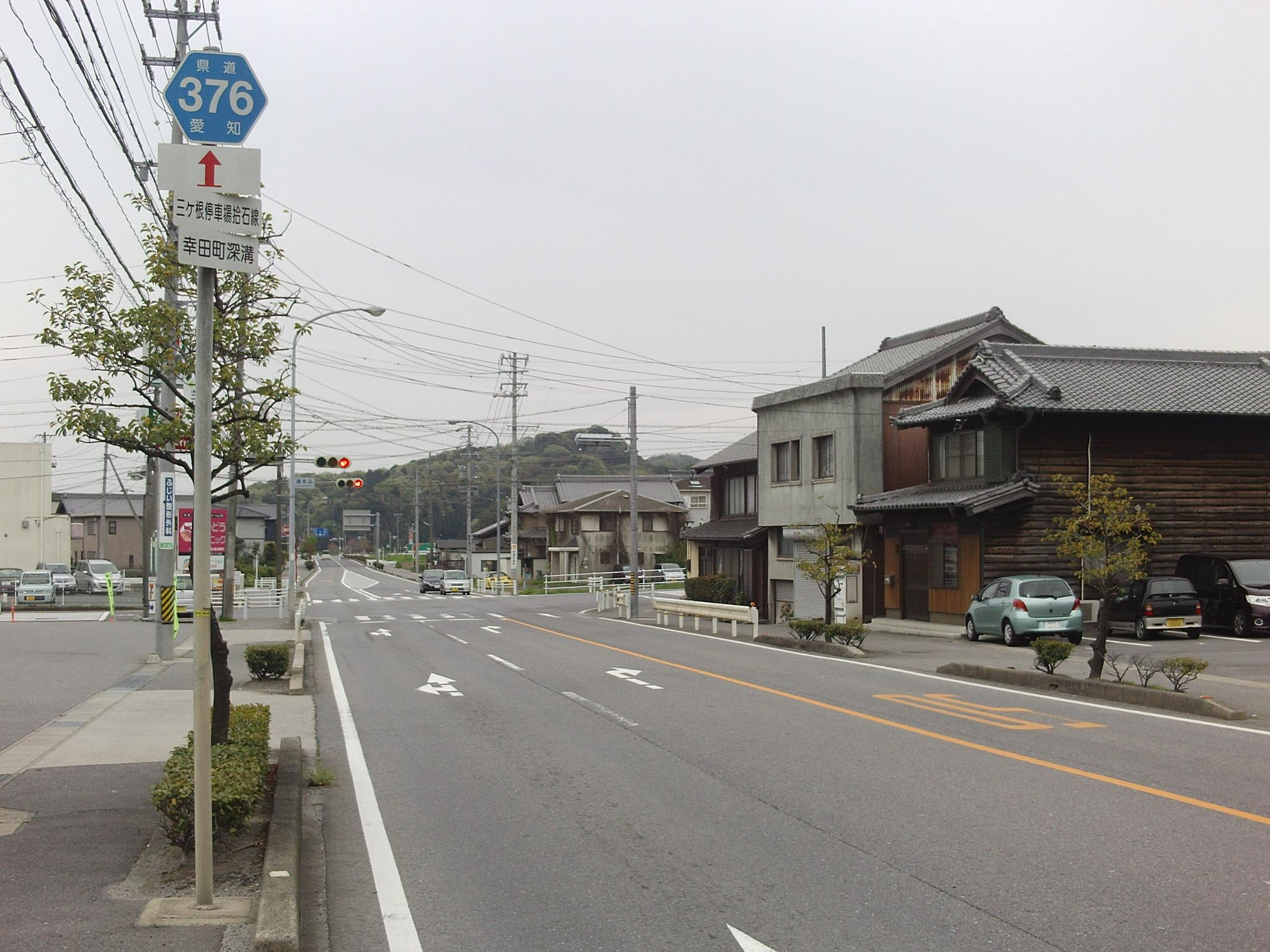
三ケ根停車場のある起点側にて。信号交差点の向こうからが当県道。直進せず、すぐに左へ逸れる。

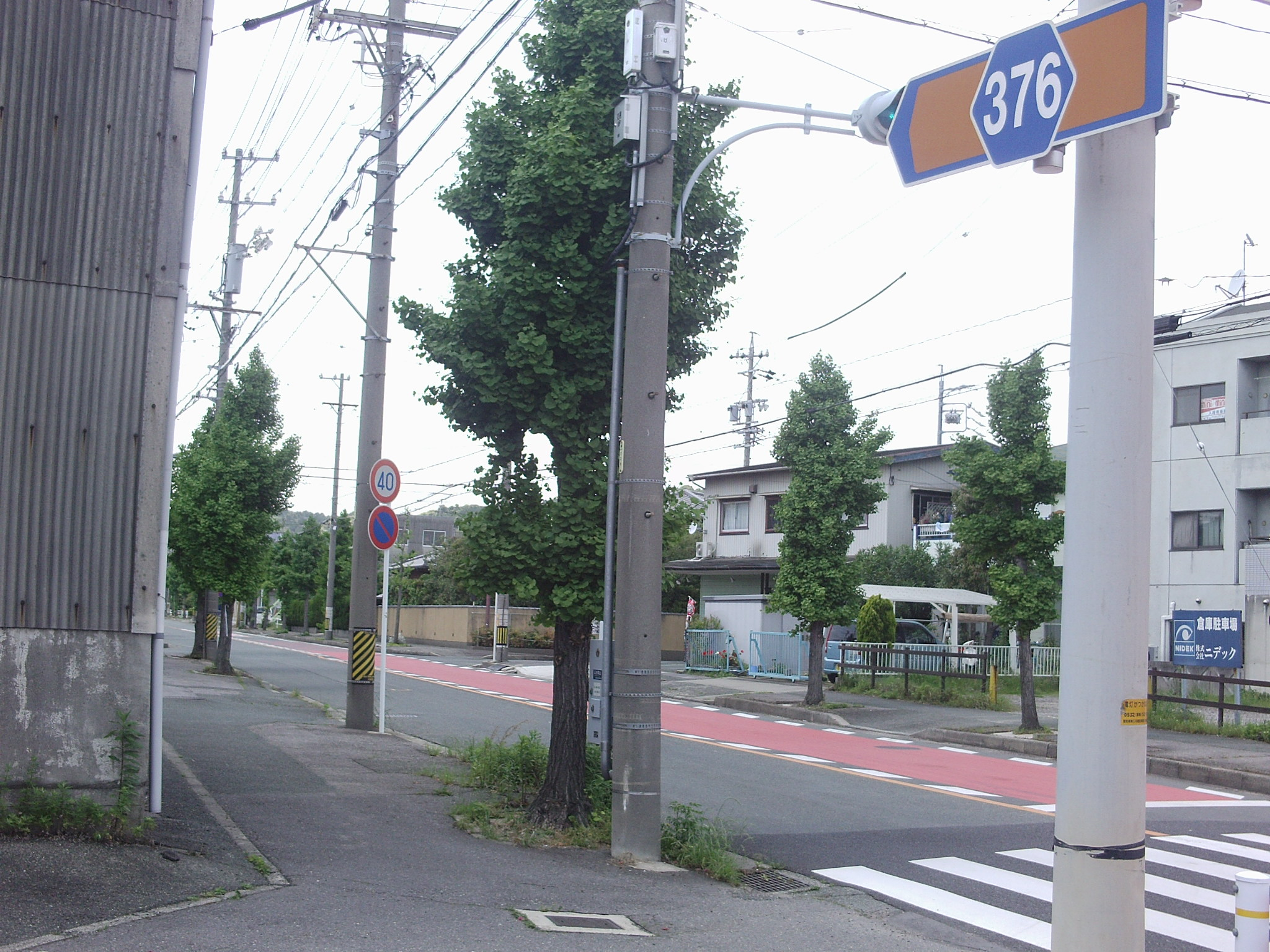
拾石町（終点）。この付近は埋立地である。

愛知県道376号三ヶ根停車場拾石線（あいちけんどう376ごう さんがねていしゃじょうひろいしせん）は、愛知県額田郡幸田町から蒲郡市に至る一般県道である。

## 概要

### 路線データ
- 起点：三ケ根停車場（愛知県額田郡幸田町深溝）
- 終点：愛知県蒲郡市拾石町

## 沿革
- 1972年5月4日：認定

## 接続する道路
- 愛知県道383号蒲郡碧南線（起点・深溝宗広交差点間で重複）
- 愛知県道322号深溝西浦線（温泉街道）（深溝宗広交差点）
- 国道247号（拾石東浜交差点）

## 周辺
- JR東海道本線 三ケ根駅